# 朱允崇
朱允崇（Michael Tsu Wilson，1984年—），美藉華人、2008年度香港先生選舉冠軍得主。

## 簡介
朱允崇是一位來自美國內華達州返港參選2008年度香港先生選舉的選手，他於賽前已一度被視為冠軍大熱的候選人。而於決賽當晚，他擊敗盛年組其餘五位選手成為盛年組別的冠軍後，更榮膺年度香港先生。朱當選後沒有正式加入娛樂圈或簽約無線電視，選擇返回美國完成大學學位課程。不過同屆少年組冠軍的羅天宇則廣為人熟悉。

## 獎項
- 2008年：香港小姐眼中的香港先生
- 2008年：香港先生選舉盛年組冠軍
- 2008年：香港先生選舉總冠軍